# Маранао (язык)
Маранао — австронезийский язык, на котором говорит народ маранао, проживающий в филиппинских провинциях Северный Ланао и Южный Ланао, на остове Минданао. Относится к группе данао южнофилиппинской ветви филиппинских языков. Число носителей по данным переписи 1990 года составляло около 776 000 человек. Современное число говорящих оценивается в 1,15 млн человек.
Наиболее близкие языки: магинданао и иранун.